# دره براهماپوترا
دره براهماپوترا (انگلیسی: Brahmaputra Valley) منطقه ای است که بین رشته تپه‌های شرق و شمال شرق رشته هیمالیا در شرق هند واقع شده‌است.